# عبد القادر مقداد
عبد القادر مقداد هو فنان مسرحي من بين أهم الأسماء على الساحة المسرحية التونسية وهو أصيل ولاية قفصة.

## سيرته
كانت بداياته مع المسرح وهو يزاول تعليمه الابتدائي، إذ شارك في العديد من المسرحيّات المدرسية على غرار مسرحية «حادث المقهى» و«غرام يزيد»...
أحب الموسيقى كثيرا وتعلّم العزف بإتقان على آلة الكمنجة وكان فكرّ جديّا في الاختصاص في الموسيقى. لكن بعد ما حقّقه من نجاح في تجسيد الأدوار التي تقمصها في عدّة مسرحيات غير وجهته من الموسيقى إلى المسرح والتحق عام 1969 بالمعهد العالي للفن المسرحي بتونس, حيث تحصّل على الديبلوم ثمّ سافر إلى فرنسا ليدرس هناك.
كما قام بعدّة تربصات في أوروبا الشرقية وبالتحديد في بلغاريا وإيطاليا وبلجيكيا وروسيا وإثر عودته من الخارج في السّبعينات تكونت «فرقة الجنوب بقفصة» فآنضمّ إليها وشارك في كل عروضها المسرحية التي كانت من إخراج فاضل الجعايبي.

## أعماله

### التلفزيون
- 1992 : الدوار لعبد القادر الجربي بدور حسين
- 1995 : فج الرمل لمحمد الغضبان وحسين المحنوش

### السينما
- 1982 : ظل الأرض لالطيب الوحيشي

### مسرحياته
وتولّى سنة 1975 إدارة «فرقة الجنوب بقفصة» وكانت الانطلاقة الحقيقية له كممثل بشخصية «حمّة الجريدي» لتكون مسيرته حافلة وثرية من خلال العديد من المسرحيات منها
- 1977 : فئران الداموس كتابة محمد عمار شعابنية والإخراج المسرحي لعبد القادر مقداد
- 1978 : صاحب الكلام كتابة حسن حمادة والإخراج المسرحي لعبد القادر مقداد
- 1980 : المجنون رقم كتابة نيكولاي جوجول والإخراج المسرحي لعبد القادر مقداد والإخراج التلفزي لسالم بن عمر بدور جلول
- 1995 : عمار بالزور كتابة أحمد المختار الهادي والإخراج المسرحي لعبد القادر مقداد والإخراج التلفزي لأحمد المختار الهادي
- السوق
- صلاح الدين الأيوبي
- جواب مصوقر
- كلاب فوق السّطوح كتابة عبد القادر بالحاج نصر والإخراج المسرحي لعبد القادر مقداد والإخراج التلفزي لحمادي عرافة
- 2005 : أحبّك ياشعب كتبة محمد عمار شعابنية والإخراج المسرحي لعبد القادر مقداد والإخراج التلفزي لالمنصف البلدي
- انكشفت الأوراق قام بكتابتها وإخراجها مسرحيا مراد كروت بدور منتصر، التي تندرج ضمن النّقد السّآخر والجاد في الوقت نفسه.

## روابط خارجية
- عبد القادر مقداد على موقع IMDb (الإنجليزية)
- عبد القادر مقداد على موقع قاعدة بيانات الأفلام العربية